# Sincybaeus
Genre
Sincybaeus est un genre d'araignées aranéomorphes de la famille des Cybaeidae.

## Distribution
Les espèces de ce genre se rencontrent au Japon et en Chine.

## Liste des espèces
Selon World Spider Catalog (version 25.5, 29/12/2024) :
- Sincybaeus liaoning Wang & Zhang, 2022
- Sincybaeus monticola (Kobayashi, 2006)
- Sincybaeus rarispinosus (Yaginuma, 1970)
- Sincybaeus yoshiakii (Yaginuma, 1968)

## Systématique et taxinomie
Ce genre a été décrit par Wang et Zhang en 2022 dans les Cybaeidae.

## Publication originale
- (en) Wang & Zhang, « Sincybaeus liaoning gen. & sp. nov., a new genus and species of cybaeid spiders from China (Araneae: Cybaeidae) », Acta Arachnologica Sinica, 2022, vol. 31, no 2, p. 92-95.